# کروک استون
کروک استون (به لاتین: Crookstown) یک منطقهٔ مسکونی در جمهوری ایرلند است که در شهرستان کیلدر واقع شده‌است. کروک استون ۱۰۰ متر بالاتر از سطح دریا واقع شده‌است.